# Руська Буковинка
Ру́ська Букови́нка — ботанічна пам'ятка природи місцевого значення в Україні. Об'єкт розташований на території Долинського району Івано-Франківської області, на території Шевченківської сільської ради. 
Площа 1,8 га. Статус отриманий у 2018 році. Перебуває у віданні ДП «Вигодське лісове господарство».